# 8.1
『8.1』（ハチテンイチ）は、山田悠介の短編小説集。2004年に文芸社より発行された。2007年に角川文庫にて文庫化された。漫画化、映画化もされている。

## 収録作品
- 「8.1」
- 「写真メール」
- 「黄泉の階段」
- 「ジェットコースター」
- 「骨壺」文庫版（Horror Land）のみ収録。
- 「人間狩り」文庫版（Game Land）のみ収録。

## ストーリー
8.1
主人公は心霊スポットへ仲間たちと行くのが好きな少女。ある夜心霊スポット「捨て子トンネル」へと向かう。そこで待っていたのは…。
写真メール
主人公は虫の解剖など、残酷なことが好きな異常者だった。いつからか、人間の死体の写真を撮影することに異常なまでの執着心をいだくようになる。そして、とうとう死体の撮影に成功するが…。
黄泉の階段
主人公は恋人を失った男性。ある日、死んだ恋人に会えるという神社の噂を聞き、必死にそこを探しに行くが…。
ジェットコースター
主人公は恋人と遊園地へデートに行った。ジェットコースターに乗りこむと、発進したものの高い位置で停止。流れたアナウンスによるとシートが外れて落下するという。安全レバーに腕だけでぶら下がり、一人になるまでの「ぶら下がりレース」、ルールを破った者は、狙撃隊によって撃たれるという最悪のデスゲームが始まった。
骨壷
「青田墓地という墓地の隅に稲田家之墓という墓があり、そこの骨壷の中にある粉骨を憎い人間にふりかけると、その人間は必ず3日以内に死ぬ。」という都市伝説に女子高生が巻き込まれて…。
人間狩り
戦争に勝利した力のある村が、敗戦し貧困極める村の村人を己の娯楽のために弓で射殺し、狩っていく。そんな人間狩りに、力は及ばずとも決死の反発を試みる主人公が見たものとは…。

## 書誌情報
文芸社 版
ソフトカバー単行本。
- 2004年7月23日発売、ISBN 978-4835578255

角川文庫 版
それぞれに文庫書き下ろしを収録した分冊版。
- 8.1 Game Land  2007年11月1日発売、ISBN 978-4043792047
- 8.1 Horror Land  2007年11月21日発売、ISBN 978-4043792030

コミカライズ
月刊ドラゴンエイジで連載された漫画のコミックス。作画はU.G.E。
- 8.1　山田悠介劇場 １ 2010年7月9日発売、ISBN 978-4047126763
- 8.1　山田悠介劇場 ２ 2010年11月9日発売、ISBN 978-4047126978

## 映画
2005年7月にテアトル池袋でレイトショー公開された。黒川智花の初主演映画である。
もともと2004年にWEB配信用に制作されたショートムービーであったが、アットニフティで4か月連続1位を記録するなど（複数の動画配信サイトで1位を記録した）好成績を樹立し、急遽劇場公開された。

### キャスト
- 朝比奈舞：黒川智花
- 仲村英美：奥田佳菜子
- 仲村紘一：佐藤佑介
- 朝比奈美奈子：堂ノ脇恭子
- 朝比奈俊夫：田中明生
- 室井義武 ：戸井田稔
- 森翔太：椿直
- 森裕樹：中村彰夫

### スタッフ
- 監督:高橋洋平
- 原案:山田悠介
- 脚本:高橋洋平
- 撮影監督:野澤啓
- 照明:河原真一
- 美術:小泉博康
- 音楽:noodles
- 撮影：水落俊浩
- プロデューサー:男全修二、石野仁子
- エグゼクティブプロデューサー:石崎邦彦、大柳英樹
- 企画・制作:ヴィスタ
- 製作：ポニーキャニオン

### 主題歌
- 「Booster」 - （noodles）

### 原作との違い
- 書籍は『ハチテンイチ』。映画は『ハッテンイチ』と読み方が違う。
- 8月1日という日付とトンネルが出て来るという設定以外は、全く違うストーリーになっている。

その理由は、山田悠介が『8.1』を書き上げる前に、コンセプトだけを統一させて脚本作りを進行したためであり、そのため、山田悠介の原作ではなく原案となっている。